# Cabaña de Scott

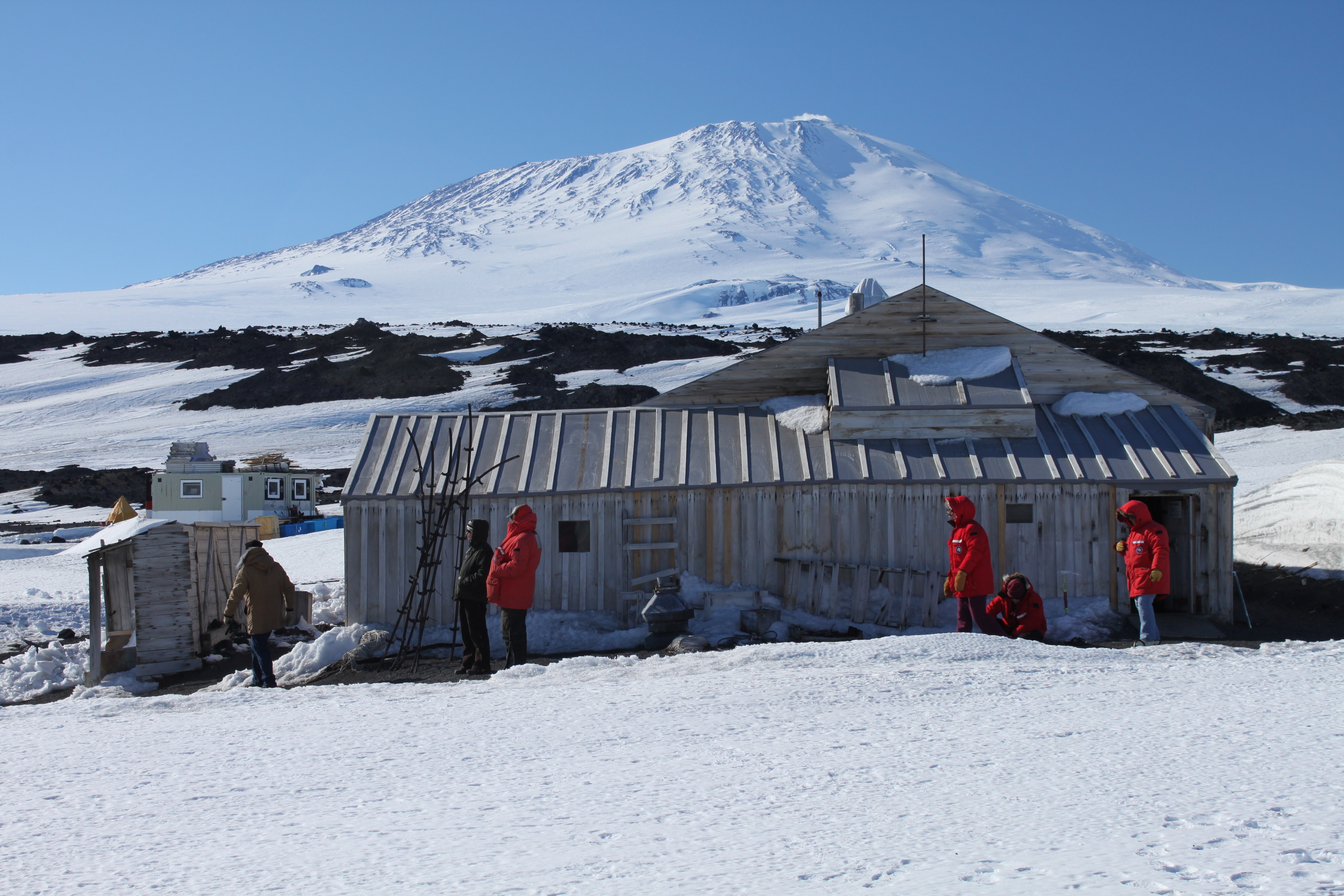
Cabaña de Scott.

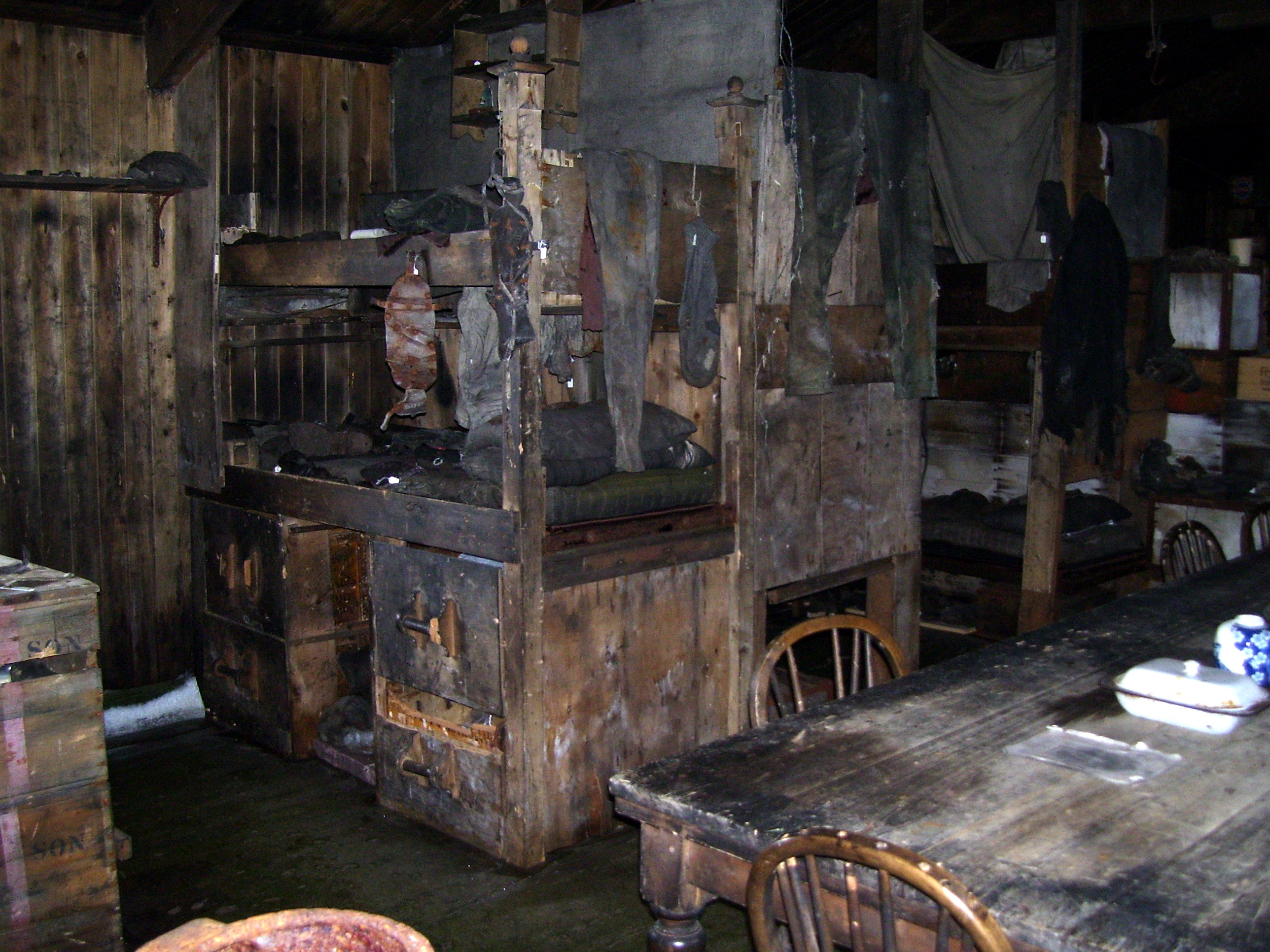
Interior de cabaña mostrando las camas.

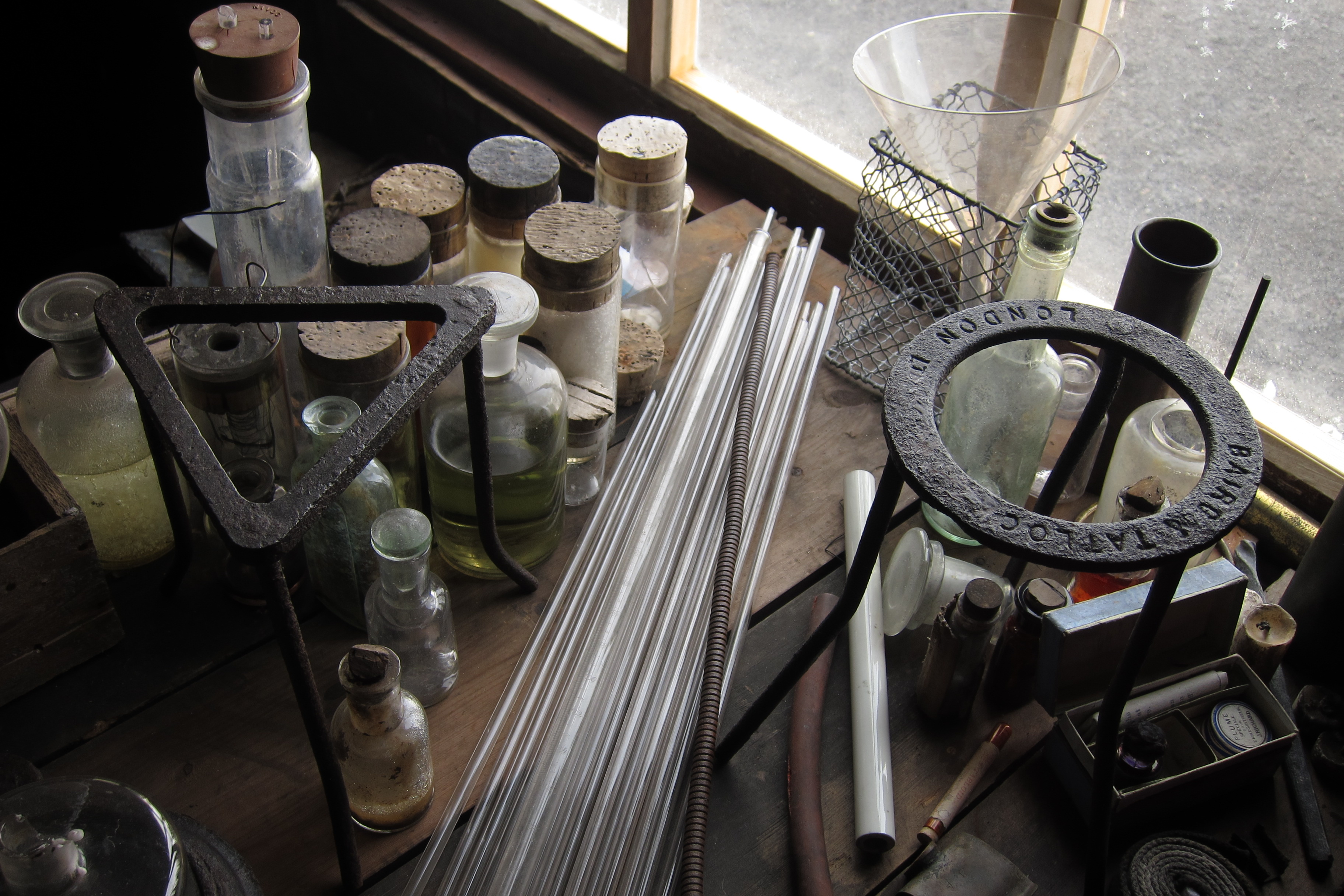
Instrumentos científicos localizados dentro de la cabaña, vistos en 2013.

La Cabaña de Scott o Cabaña Terra Nova (en inglés: Scott's Hut) es un edificio situado en la costa norte del cabo Evans de la isla de Ross en la Antártida. Fue erigida el 17 de enero de 1911 por el Expedición Terra Nova (también conocida como Expedición Antártica Británica de 1910-1913), dirigida por Robert Falcon Scott. En la selección de una base de operaciones para la expedición, Scott rechazó la idea de volver a ocupar la Cabaña Discovery que había construido en el estrecho de McMurdo durante la Expedición Discovery de 1901-1904. Esta primera cabaña está situada en la península Hut Point, a 20 km al sur del cabo Evans. Dos factores influyeron en esta decisión, uno fue que la cabaña era extremadamente fría para viviendas, y el otro fue que la nave de Scott, el RRS Discovery, había sido atrapada por el hielo marino en punta Hut, un problema que él esperaba evitar mediante el establecimiento de su nueva base más al norte.
Alguna confusión existe debido a que la Cabaña Discovery puede técnicamente ser referida como Cabaña de Scott, ya que su expedición la construyó, y fue su base durante la expedición de 1901–1904, pero el título Cabaña de Scott popularmente refiere al edificio erigido en 1911 en el cabo Evans.

## Descripción
La Cabaña de Scott fue prefabricada en Inglaterra antes de ser llevada al sur por barco. Es rectangular, de 50 pies (15,2 m) de largo y 25 pies (7,6 m) de ancho. El aislamiento fue proporcionado por algas cosidas en una colcha, colocada entre las paredes interior y exterior de doble tablones. El techo era un sándwich de tres capas de tablón y dos capas de tela de goma que encierran un acolchado de más algas. La iluminación fue proporcionada por el gas acetileno, y la calefacción provenía de la cocina y una estufa adicional utilizando el carbón como combustible. Apsley Cherry-Garrard escribió que la choza estaba dividida en áreas separadas para dormir y trabajar por un mamparo hecho de cajas de tiendas. Un edificio estable (para diecinueve ponies siberianos), aproximadamente de 50 pies (15,2 m) x 16 pies (4,9 m), fue posteriormente unido a la pared norte del edificio principal. Un cuarto de servicio, aproximadamente de 40 pies (12,2 m) x 12 pies (3,7 m), también se añadió más tarde, construido alrededor del pequeño porche original en el extremo suroeste del edificio principal. Se hizo un esfuerzo considerable para aislar el edificio, y para extraer la máxima cantidad de calor de las chimeneas de la estufa y el calentador, en base en las lecciones aprendidas de la Cabaña Discovery. Los expedicionarios describieron la cabaña como cálida hasta el punto de ser incómoda.
Una cruz fue erigida sobre una colina detrás de la Cabaña de Scott en el cabo Evans, pero no está conectada al capitán Scott, ya que fue erigida en memoria de los tres miembros del equipo del mar de Ross de Ernest Shackleton, que murieron cerca. La cruz erigida en memoria del capitán Scott y sus compañeros polares se encuentra en lo alto de la colina Observación frente a la Base McMurdo.

## Uso de la Cabaña de Scott
Durante el invierno de 1911, 25 hombres del equipo de costa de la Expedición Terra Nova vivieron en la choza. Desde allí Scott y sus hombres emprendieron la caminata, finalmente fatal, hacia el polo sur. Luego del fracaso del equipo sur de Scott para retornar del polo sur, varios hombres permanecieron por un invierno más (1912) con el fin de buscar los cuerpos en la próxima primavera. El 19 de diciembre de 1912, al partir la expedición Terra Nova, se dejó la cabaña bien provista de tiendas, alimentos y combustible, y una cierta cantidad de carbón.
La cabaña fue reutilizada en 1915-1917 por varios miembros del equipo del mar de Ross de Shackleton después de que el SY Aurora, que debía haber sido el permanente cuartel de invierno, rompió la deriva en mayo de 1915 y se fue al norte con el hielo, no pudiendo regresar. La cabaña se convirtió en cuartel permanente para los diez hombres abandonados, y gracias a las tiendas fueron capaces de mantenerse vivos en relativa comodidad, que se complementaron con la cabaña de Shackleton en cabo Royds. En enero de 1917, después de que Shackleton había rescatado a los supervivientes, puso la cabaña en orden y bajo llave.
Aunque abandonada desde 1917, la cabaña y su contenido están muy bien conservados hoy debido a las condiciones consistentemente de sub-congelación.

## Preservación y decaimiento de Cabaña de Scott
Después de 1917 la cabaña se mantuvo intacta hasta 1956, cuando los expedicionarios de la Operación Deep Freeze de Estados Unidos excavaron para liberarla de la nieve y el hielo. Se encontró que estaba en un notable estado de conservación, e incluía muchos artefactos de ambas expediciones anteriores. Mientras que algunos artefactos fueron tomados como recuerdos en ese momento (y posteriormente), esta cabaña se ha mantenido en gran medida como lo estaba en 1917.
Nueva Zelanda y el Reino Unido se han comprometido con la responsabilidad, en varias ocasiones desde la década de 1970, de restaurar (en gran parte por la remoción de la nieve y el hielo), tanto la Cabaña de Scott y como la Cabaña Discovery.
Mientras que la preservación de los alimentos en las gélidas temperaturas y el clima seco ha sido notable, la descomposición bacteriana persiste. Los visitantes describen la carne de foca conserva en la Cabaña Discovery como oliendo a bastante rancia, y algunos han expresado su preocupación de que las paredes de estas cabañas están siendo afectadas por descomposición debida a hongos.

## Sitio y Monumento Histórico
La cabaña fue designada en 1972 Sitio y Monumento Histórico SMH 16: Cabaña Terra Nova a propuesta y gestión de Nueva Zelanda y el Reino Unido. Fue restaurada en enero de 1961 por la División Antártica del departamento neozelandés de Investigaciones Científicas e Industriales.
En 1997 la zona de la Cabaña de Scott y de la cruz en el cerro Wind Vane fue designada ZEP 25. En 2002 pasó a denominarse Zona Antártica Especialmente Protegida ZAEP 155: Cabo Evans, isla Ross.